# Nisoldipine
La nisoldipine est une molécule de la famille des dihydropyridines qui a un effet antagoniste du calcium. Elle est principalement utilisée comme médicament antihypertenseur.

## Spécialités contenant de la nisoldipine
Aucun médicament contenant de la nisoldipine n'est commercialisé en France.